# متروید: بازگشت ساموس
متروید: بازگشت ساموس (انگلیسی: Metroid: Samus Returns) یک بازی اکشن-ماجراجویی می‌باشد که توسط نینتندو برای نینتندو ۳دی‌اس در سال ۲۰۱۷ منتشر شده‌است. در این بازی بازیکنان قابلیت کنترل ساموس آران را بر عهده دارند.